# 龙州 (渤海国)
龙州，渤海国的国都龙泉府的附廓首州。
龙州治所在今黑龙江省宁安市附近东京城。辖境相当今黑龙江省宁安市部分地。为上京龙泉府附郭州，领属县：永宁、丰水、扶罗、长平、富利、佐慕、肃慎、永平。辽朝灭渤海，后废龙州，长平县百姓被迁至辽国“京西北”，长泰、富利二县民被徙“京南”保和县（治所在今内蒙古巴林左旗东南波罗城），其他县在天显二年（928年）被移置辽东京辽阳府（今辽宁省辽阳市）。